# Meineckia fruticans
Meineckia fruticans là một loài thực vật có hoa trong họ Diệp hạ châu. Loài này được (Pax) G.L.Webster mô tả khoa học đầu tiên năm 1965.